# Josep Vilallonga i Ribalta
Josep Vilallonga i Ribalta (Llagostera, 26 de novembre de 1922 - 21 de desembre de 2018) va ser un sastre de Llagostera.
Fill d'un músic i una sastre, va fer d'aprenent de sastre en un primer moment amb Miquel Quintana, un home d'esquerres amb qui va estar fins que el van empresonar, i també va cosir amb Albert Bustins, que regentava una sastreria a la plaça. Després de dos anys amb un sastre a Torroella de Montgrí, estigué dos anys més a Sant Celoni i un altre a Barcelona on de dia perfeccionava l'ofici i de nit es formava en una acadèmia. Entre 1947 i 1988 s'establí en una sastreria amb el seu nom al carrer Àngel Guimerà de Llagostera, aprofitant una botiga de complements dels seus pares.
Era conegut per la seva elegància, afabilitat i discreció i per haver estat implicat en diverses entitats de Llagostera, com el Casino Llagosterenc. El 1993 va descriure l'art de vestir bé a la publicació Crònica de Llagostera. El 2015 el centre d'interpretació Can Caciques va incloure el seu testimoni a l'exposició Un vestit a mida. Vidu d'Àngela Vives Viñets, era el pare de la catedràtica de la UDG Mariàngela Vilallonga Vives i l'avi de Borja Vilallonga.